# Ким Тхуи
Ким Тхуи е съвременна канадска писателка от виетнамски произход.

## Биография
Ким Тхуи е родена през 1968 г. в Сайгон, Виетнам. Своето ранното детство израства във Виетнам, преди да избяга от Виетнам с родителите си с лодка през 1979 година и да се засели в предградието на Лонгюуил в Монреал, Канада. Работила е като шивачка, преводачка и адвокат, преди да се отдаде изцяло на писане.
Има степени по право, лингвистика и преводи от Университета на Монреал.
Живее в Квебек, Канада.

## Творчество
Дебютният роман на Ким Тхуи е „Ру“. На английски език романът „Ру“ е издаден от 2012 година, в превод на Шийла Фишман.
Още първата и́ книга „Ру“ е удостоена с 5 награди: 2 квебекски – Голямата литературна награда „Аршамбо“ и Наградата на генерал-губернатора на Квебек; 2 френски – Наградата на публиката на Салона на книгата и Голямата награда на радио RTL и на списание „Лир“ и една италианска – Международната награда „Мондело“, както и „Първата нова награда Amazon.ca“ за 2013 г. Романът печели първо място и „Канада Чете“ през 2015 г.
На френски „ru“ означава „поток“; на виетнамски „ru“ означава „люлчина песен“.
„Войната и мирът вероятно са приятели, които си играят с нас, както им е угодно.“
„Родителите ми често ни казват, че няма да могат да ни оставят пари в наследство, но какво от това, след като вече са ни завещали богатствата на паметта си, които ни позволяват да доловим красотата на грозд глициния, деликатността на някоя дума, силата на очарованието. И още по-важно – подарили са ни крака, които да ни носят към безкрая на мечтите ни.“
В интервю за CBC News във връзка с романа „Ру“ Ким Тхуи казва: „Говорим много за трудностите, но за мен това са просто големи предизвикателства. Чувствам се много щастлива, че имах шанса да ги изживея.“
През 2016 г. Ким Тхуи публикува своя трети роман „Ви“.